# Síndrome neuroléptica maligna
A síndrome neuroléptica maligna (SNM) é uma grave desordem neurológica, na maioria das vezes causada por uma reação adversa a medicamentos neurolépticos ou antipsicóticos.
A SNM caracteriza-se tipicamente por rigidez muscular, febre, instabilidade autonômica, e alterações cognitivas tais como delírio, e está associado a elevação plasmática de creatinofosfoquinase. A incidência de SNM tem diminuído desde que foi descrita pela primeira vez, devido à mudanças nos hábitos de prescrição, mas ainda é um perigo potencial para pacientes que estão sendo tratados com medicamentos antipsicóticos. Por causa da imprevisibilidade da SNM, o tratamento pode variar substancialmente, mas é baseado em cuidados de suporte e remoção do medicamento antipsicótico em uso.

## Sinais e sintomas
Os primeiros sintomas de síndrome maligna dos neurolépticos são geralmente cãibras musculares e tremores, febre, sintomas autonômicos instabilidade como pressão arterial instável e alterações no estado mental (agitação, delírio , ou coma ). Assim que os sintomas aparecem, eles podem progredir rapidamente e atingir seu pico de intensidade em menos de três dias. Estes sintomas podem durar de oito horas a 40 dias. Os sintomas musculares são provavelmente causados pelo bloqueio do receptor da dopamina D2 , conduzindo a uma função anormal do gânglio basal semelhante à observada na doença de Parkinson.
Um aumento na contagem dos glóbulos brancos e da concentração plasmática de creatinafosfoquinase (CPK) são relatadas devido ao aumento da atividade muscular e rabdomiólise (destruição de tecido muscular).  O paciente pode sofrer uma crise hipertensiva e acidose metabólica. Alterações ao EEG ocorrem em cerca de 50% dos casos.
A febre acredita-se ser causada por bloqueio do receptor de dopamina do hipotálamo. Os problemas periféricos (aumento de glóbulos brancos e de CPK) são causados pelas drogas antipsicóticas. Eles causam um aumento da libertação de cálcio do retículo sarcoplasmático de células de músculo que podem resultar em rigidez e eventual ruptura celular. O EEG anormal é provávelmente causado pelo bloqueio da dopamina levando a alterações nas vias neuronais.
Os sintomas são muitas vezes confundidos como os sintomas de doenças mentais, retardando o tratamento. SNM é rara se uma pessoa tenha ficado previamente estável por um período de tempo com o uso de antipsicóticos, especialmente em situações em que a dose não foi alterada e sem problemas de abandono ou consumo de substâncias psicoativas que piorem o quadro psicótico:
- Aumento da temperatura corporal > 38 °C;
- Alteração da consciência;
- Diaforese (transpiração intensa);
- Rigidez muscular;
- Desequilíbrio autonômico.

## Diagnóstico diferencial
Diferenciar SNM de outras desordens neurológicas pode ser muito difícil. Ela exige parecer de peritos para sintomas distintos de outras doenças. Algumas das doenças mais comumente suspeitas são encefalite, encefalopatia tóxica, estado de mal epiléptico, golpe de calor e hipertermia maligna. Devido à raridade comparativa da SNM, que é muitas vezes esquecida o tratamento imediato para a síndrome pode ser atrasado. Drogas como cocaína e anfetamina também pode produzir sintomas semelhantes.
O diagnóstico diferencial é similar aos quadros de hipertermia maligna e inclui a síndrome serotoninérgica.  Características que distinguem SNM de síndrome da serotonina incluem bradicinesia , rigidez muscular, e contagem de glóbulos brancos elevada.

## Causas
SNM é geralmente causada pelo uso de drogas anti-psicóticas e uma vasta gama de fármacos.  Os indivíduos usando butirofenonas (tais como haloperidol e droperidol ) ou as fenotiazinas (tais como prometazina e clorpromazina ) são de maior risco. No entanto, vários antipsicóticos atípicos tais como clozapina , olanzapina , risperidona , quetiapina e ziprasidona também têm sido implicados em casos. 
SNM também pode ocorrer em pessoas que tomam fármacos dopaminérgicos (tais como levodopa) para a doença de Parkinson, na maioria das vezes, quando a dosagem da droga é abruptamente reduzida. Além disso, outros medicamentos com atividade anti-dopaminérgica, tais como o anti-emético metoclopramida foram relatados.  Mesmo drogas sem conhecida atividade anti-dopaminérgica têm sido associados com SNM; Exemplos incluem amoxapines e lítio. Além disso, desipramina , dotiepina , fenelzina , tetrabenazina , e reserpina ter sido conhecida a desencadear SNM.  Ao nível molecular, a SNM é causada por uma súbita redução da atividade da dopamina, quer a partir de retirada dos agentes dopaminérgicos ou de bloqueio de receptores de dopamina.

## Fatores de risco
Um dos fatores de risco do desenvolvimento do SNM é a escolha da droga para o tratamento de uma condição. Utilização de neurolépticos de alta potência, rápido aumento na dosagem de neurolépticos, e uso de formas de ação prolongada são conhecidas por aumentar o risco de desenvolvimento de SNM.
Foi suposto que existe um fator de risco genético para SNM, uma vez que gêmeos idênticos têm apresentados um aumento dos casos, e uma mãe e duas de suas filhas apresentaram SNM em outro caso.
Demograficamente, parece que os homens com idade inferior a quarenta anos estão em maior risco de desenvolverem SNM, embora não esteja claro se o aumento da incidência é um resultado de uma maior utilização dos neurolépticos. Foi também sugerido que após o parto as mulheres podem estar em maior risco para SNM.
Um importante fator de risco para essa condição é a Demência com corpos de Lewy. Estes pacientes são extremamente sensíveis aos neurolépticos. Como resultado devem ser usado com cautela.

## Fisiopatologia
Pensa-se que o mecanismo fisiopatológico dependem da diminuição dos níveis de atividade da dopamina devido a:
- Bloqueio no receptor de dopamina
- Alteração genética dos receptores D2 da dopamina

No entanto, a falha de antagonismo ou disfunção do receptor de dopamina, não explica completamente os sintomas de apresentação e sinais de SNM, bem como a ocorrência de SNM com antipsicóticos atípicos, drogas com menor a atividade nos receptores D2 da dopamina. Isso levou à hipótese da hiperatividade do sistema simpático como um mecanismo etiológico para SNM. A liberação de cálcio esta aumentada a partir do retículo sarcoplasmático com o uso de anti-psicótico. Isto pode resultar num aumento da contratilidade do músculo, que pode desempenhar um papel na degradação , rigidez muscular, e hipertermia. Alguns fármacos anti-psicóticos, tais como neurolépticos típicos , são conhecidos por bloquear os receptores de dopamina; outros estudos demonstraram que quando as drogas que aumentam a concentração de dopamina são retiradas,surgem sintomas semelhantes a SNM.
Há também uma provável correlação entre a catatonia maligna e SNM em sua patofisiologia, a primeira sendo idiopática e a última sendo a forma induzida por drogas da mesma síndrome.

## Tratamento
SNM é uma emergência médica e pode levar à morte se não tratada. O primeiro passo é parar a medicação antipsicótica e tratar a hipertermia de forma agressiva, como com sacos de gelo para as axilas e virilha. O tratamento de suporte em unidade de terapia intensiva é crucial. O melhor tratamento farmacológico é ainda pouco claro. Dantrolene tem sido utilizado quando necessário para reduzir a rigidez muscular e, mais recentemente, medicamentos da via da dopamina tais como bromocriptina têm demonstrado benefício. A amantadina é uma outra opção de tratamento devido à sua ação dopaminérgica e efeitos anticolinérgicos. A apomorfina pode ser utilizada, no entanto a sua utilização tem pouca evidência. Benzodiazepinicos podem ser usados para controlar a agitação. Niveis elevados de mioglobina pode resultar em danos renais, e por conseguinte, a hidratação intravenosa agressiva pode ser necessária. Quando reconhecidos os primeiros sinais, a SNM pode ser manejada com êxito; no entanto, até 10% dos casos podem ser fatais.